# 小幡真裕
小幡 真裕（おばた まゆ、1992年6月4日 - ）は、日本の元タレント、声優、ナレーター。東京都出身。

## 略歴
劇団日本児童、マウスプロモーション付属養成所に所属していた。
幼いころから目立ちたがり屋で、幼稚園の学芸会では立候補して4役演じるくらい芸能界入りに積極的だった。周囲からの勧めもあり、ダンススクールに入り、劇団に入団。
日常生活では「うるさい!」と言われがちだったが、芸能界はそれを評価して自分を見てもらえるのが嬉しかったという。
映画『チャーリーとチョコレート工場』の吹き替えなどを経験し、テレビアニメ『HEROMAN』のヒロイン、リナ・デイヴィス役でアニメに初出演。それまでオーディションを受けたことはあった。『HEROMAN』のオーディションではどう演技をしていいかイメージが掴みづらかったため、普段通りの騒がしいキャラクターで挑んでいた。セリフを言う場面で言葉が出ず、結果が出るまで不安でいっぱいで電話で合格を聞いた瞬間、アルバイトの休憩中だったが、大声で叫んでしまったという。
2013年3月付けで引退を発表。

## 人物
声の仕事を始めたころ、共演していた中江真司に自分では気づかない癖、アクセントを指摘してくれた。その時、声優たちの仕事に対するこだわりを知り、どんなにキャリアを積んでいても学ぶ姿勢を失わないことに感銘を受けて、「声」を極めたい思いを強くしていたという。
自分の空間を作るのに凝っており、2010年時点ではアロマキャンドルに熱中している。家族全員の仲がいいのが自慢で、中学時代、家族を題材していた作文で賞を受賞した時は、家族に対しての考えが認められたようで嬉しかったという。

## 出演
太字はメインキャラクター。

### テレビアニメ
- HEROMAN（2010年、リナ・デイヴィス）
- クッキンアイドル アイ!マイ!まいん!（2011年、レモン）
- GOSICK -ゴシック-（2011年、生徒D、木こりの妹）
- ジョジョの奇妙な冒険（2012年、客A）
- アイカツ！（2013年、足立未来）

### 劇場版アニメ
- カラフル（2010年、クラスメイト）

### 吹き替え

#### 映画
- エアベンダー（カタラ）
- SUPER8/スーパーエイト（アリス・デイナード）
- チャーリーとチョコレート工場（ベルーカ・ソルト）※DVD・BD版

#### テレビドラマ
- WITHOUT A TRACE/FBI 失踪者を追え!

### ナレーション
- 愛知万博日本政府館展示映像
- デンソー
- 日本興亜損保

### テレビ番組
- 中居正広の金曜日のスマたちへ 金スマ波乱万丈

### CM

#### テレビ
- 三菱鉛筆　uni
- 小林製薬  ビフナイト

#### ラジオ
- 大塚製薬 オロナミンC
- 花王 ヘルシア緑茶
- 関西電力
- コカ・コーラ
- パナソニック パナソニック携帯電話
- 明光義塾
- ロッテ TOPPO
- 山崎製パン ふんわり食パン